# Kémo
Kémo (també anomenada: Kémo-Gribingui) és una de les 14 prefectures de la República Centreafricana. Està situada en el centre-sud del país, junt amb la República Democràtica del Congo del qual està separada pel riu Ubangui. La seva capital és Sibut. Frontereja amb les prefectures de Nana-Grébizi al nord, Ouham al nord-oest, Ombella-M'Poko a l'oest, i Ouaka a l'est.